# Direktmontage
Als Direktmontage werden die verschiedenen Techniken zur Integration von Halbleitern bezeichnet, die nicht in einem diskreten Plastik- oder Keramikgehäuse verbaut, sondern ohne Gehäuse als Bare Die „direkt“ in einer Flachbaugruppe verarbeitet werden.
Während die meisten elektronischen Baugruppen mit diskreten Bauelementen auskommen (vgl. Surface-mounted device), besteht bei einigen Anwendungen wie Handys oder elektronische Uhren erhöhter Miniaturisierungsbedarf. Üblicherweise wird ein Halbleiter in ein lötfähiges oder klebbares Gehäuse integriert und danach auf einen Schaltungsträger (bspw. Leiterplatte) gelötet oder leitfähig geklebt. Direktmontage verzichtet auf eine Zwischenintegration des Halbleiters und kontaktiert ihn direkt auf dem Schaltungsträger. Dadurch wird lateraler Platzbedarf eines Bauelementes stark reduziert, die Kosten der Verarbeitung steigen jedoch.
Der Begriff Direktmontage wird in der von englischen Begriffen dominierten Elektronik-Fachwelt immer mehr durch den Begriff Chip-On-Board-Technologie (COB) abgelöst. Heute verwendet man den Begriff COB nicht ganz korrekt für alle Baugruppen, die nackten Halbleiter beinhalten, während man ursprünglich darunter ausschließlich Baugruppen mit Chip-and-Wire-Technik verstand.
Zu den wichtigsten Direktmontagetechniken zählen Drahtbonden, Flip Chip und Tape-Automated Bonding.